# Les Cars
 Les Cars  (en occitano Los Cars) es una población y comuna francesa, situada en la región de Lemosín, departamento de Alto Vienne, en el distrito de Limoges y cantón de Châlus.

## Demografía
| 582 | 571 | 627 | 586 | 551 | 583 | 598 |
| Para los censos de 1962 a 1999 la población legal corresponde a la población sin duplicidades (Fuente: INSEE [Consultar]) |     |     |     |     |     |     |